# Qualificazioni al campionato europeo maschile di calcio 1980 - Gruppo 2

## Classifica
| Pos | Squadra    | Pti | G | V | N | P | GF | GS | DR  |
| --- | ---------- | --- | - | - | - | - | -- | -- | --- |
| 1   | Belgio     | 12  | 8 | 4 | 4 | 0 | 12 | 5  | +7  |
| 2   | Austria    | 11  | 8 | 4 | 3 | 1 | 14 | 7  | +7  |
| 3   | Portogallo | 9   | 8 | 4 | 1 | 3 | 10 | 11 | -1  |
| 4   | Scozia     | 7   | 8 | 3 | 1 | 4 | 15 | 13 | +2  |
| 5   | Norvegia   | 1   | 8 | 0 | 1 | 7 | 5  | 20 | -15 |

## Risultati
| Data              | Luogo      | Squadra 1  | Risultato | Squadra 2  |
| ----------------- | ---------- | ---------- | --------- | ---------- |
| 30 agosto 1978    | Oslo       | Norvegia   | 0 - 2     | Austria    |
| 20 settembre 1978 | Vienna     | Austria    | 3 - 2     | Scozia     |
| 20 settembre 1978 | Copenaghen | Belgio     | 1 - 1     | Norvegia   |
| 11 ottobre 1978   | Lisbona    | Portogallo | 1 - 1     | Belgio     |
| 25 ottobre 1978   | Glasgow    | Scozia     | 3 - 2     | Norvegia   |
| 15 novembre 1978  | Vienna     | Austria    | 1 - 2     | Portogallo |
| 29 novembre 1978  | Lisbona    | Portogallo | 1 - 0     | Scozia     |
| 28 marzo 1979     | Bruxelles  | Belgio     | 1 - 1     | Austria    |
| 2 maggio 1979     | Vienna     | Austria    | 0 - 0     | Belgio     |
| 9 maggio 1979     | Oslo       | Norvegia   | 0 - 1     | Portogallo |
| 7 giugno 1979     | Oslo       | Norvegia   | 0 - 4     | Scozia     |
| 29 agosto 1979    | Vienna     | Austria    | 4 - 0     | Norvegia   |
| 12 settembre 1979 | Oslo       | Norvegia   | 1 - 2     | Belgio     |
| 17 ottobre 1979   | Bruxelles  | Belgio     | 2 - 0     | Portogallo |
| 17 ottobre 1979   | Glasgow    | Scozia     | 1 - 1     | Austria    |
| 1º novembre 1979  | Lisbona    | Portogallo | 3 - 1     | Norvegia   |
| 21 novembre 1979  | Bruxelles  | Belgio     | 2 - 0     | Scozia     |
| 21 novembre 1979  | Lisbona    | Portogallo | 1 - 2     | Austria    |
| 19 dicembre 1979  | Glasgow    | Scozia     | 1 - 3     | Belgio     |
| 26 marzo 1980     | Glasgow    | Scozia     | 4 - 1     | Portogallo |